# Marguerite Gérard
Pour les articles homonymes, voir Gérard.
Marguerite Gérard est une artiste peintre française, née le 28 janvier 1761 à Grasse et morte le 18 mai 1837 à Paris.

## Biographie
Marguerite Gérard est la fille du parfumeur grassois Claude Gérard et de sa femme Marie Gilette. Elle est la cadette d'une fratrie de sept enfants.
En 1775, Marguerite Gérard entre en apprentissage chez sa sœur Marie-Anne Gérard, son aînée de onze ans et son beau-frère le peintre Jean Honoré Fragonard, installés au Louvre, à Paris. Elle apprend la peinture et participe à l'exécution d’œuvres signées par Jean Honoré Fragonard, pratique commune au XVIIIe siècle. Jean Honoré Fragonard et Marguerite Gérard peignent à la manière des peintres hollandais, jeux d'ombres et de lumières, soieries, lustres. Elle signe, en 1778, sa première création importante, Le Chat emmailloté.
Marguerite Gérard ne fit jamais partie de l'Académie ; en effet, depuis la résolution de 1770, le nombre des femmes membres était limité à quatre, chiffre atteint en 1783 lors de l'élection de d'Élisabeth Vigée Le Brun et Adélaïde Labille-Guiard. Jusqu'en 1793, date de la dissolution de l'Académie, il n'y eut aucune place vacante ; malgré cela, Marguerite Gérard jouissait d'une réputation considérable dès la fin des années 1780. En 1808, dans son rapport sur les Beaux-Arts, J. Lebreton remarquait qu'en 1789 Adélaïde Labille-Guiard, Élisabeth Vigée Le Brun, Anne Vallayer-Coster et Marguerite Gérard étaient les seules femmes peintres hautement respectées. Marguerite Gérard survécut à la Révolution, offrant avec d'autres femmes artistes ses bijoux à l'Assemblée Nationale le 7 septembre 1789 et accrut sa renommée en présentant régulièrement des tableaux au Salon de 1799 à 1824. Au Salon de 1801, Marguerite Gérard reçut un prix d'encouragement et, en 1804, elle est récompensée par une médaille d'or. En 1808, l'Empereur achète son seul tableau d'histoire contemporaine, La Clémence de Napoléon à Berlin. La collection du cardinal Joseph Fesch (1763-1839), oncle de Napoléon Bonaparte, comprend onze de ses tableaux.
Marguerite Gérard fait une artiste féconde, exposant 42 œuvres en onze Salons jusqu'en 1824, époque à laquelle on critiqua sévèrement ses redites et le côté archaïsant de son œuvre. Cela semble avoir précipité sa retraite. Elle continue à vivre confortablement à Paris, jusqu'à sa mort le 19 mai 1837 à l'âge de 76 ans.

## Réception
L'enquête historique de Carole Blumenfeld réalisée dans les années 2000 a permis de redécouvrir l'œuvre de Marguerite Gérard. Nombre de ces portraits intimes, pour la plupart conservés dans des collections particulières, ont été présentés pour la première fois au public en 2009 au musée Cognacq-Jay à Paris.
Marguerite Gérard embrassa par vocation la vie d'artiste. Il est révélateur que, dès son plus jeune âge, elle fit montre d'indépendance vis-à-vis de son maître Fragonard, se créant un style personnel qu'elle garda tout au long de sa longue carrière.

### Portraits intimistes
Dans les années 1780, Marguerite Gérard entreprend une série de petits portraits. Ces portraits correspondent à des portraits privés réservés aux intimes, en opposition au portrait public qu'encourageait l'Académie royale de peinture. À partir de 1786, Marguerite Gérard réalise des portraits d'enfants peu individualisés. De 1787 à 1791, elle peint plusieurs dizaines de portraits d'artistes et mécènes, sur des supports de bois, de dimension réduite (21 × 16 cm). Les mécènes prennent plaisir à être représentés en artistes et les artistes acquièrent une position sociale plus importante. Les personnages regardent le spectateur, ils ont tous les yeux noirs. Un guéridon, une chaise et une table recouverte d'une étoffe rouge forment le décor. Elle ajoute un objet qui représente l'activité ou la profession du modèle. Les personnages sont vêtus de costumes contemporains, portent parfois la cocarde. Pour la première fois, elle peint sans Jean Honoré Fragonard, ce qui lui permet d'expérimenter de nouvelles techniques et de trouver son style. Elle rencontre le succès, ce qui lui donne indépendance et aisance financière.
Marguerite Gérard réalise le portrait de Marie Ledoux et de ses filles (huile sur bois, 21 × 16 cm, collection particulière). L'architecte Claude-Nicolas Ledoux avait épousé Marie Bureau en 1764. Ils ont deux filles : Adélaïde en 1771 et Alexandrine en 1776. Marie Bureau meurt en 1794, ce qui permet de dater le tableau de 1787. Elle peint également le portrait de Ledoux vers 1787 en le représentant debout de face, s'appuyant sur un guéridon où est posé un dessin de la barrière de Reuilly (huile sur bois, 21 × 16 cm, Paris, musée Cognacq-Jay).

### Scènes de genre
Connue comme portraitiste, elle s'illustre aussi dans la peinture de genre et laisse dans ce domaine plusieurs chefs-d'œuvre, dont La Liseuse (vers 1783-1785, Cambridge, collection particulière), Le Petit Messager, Le Concert, L'Heureux Ménage.
Dans un portrait, les traits sont individualisés. Dans une scène de genre, Marguerite Gérard invente le modèle. Le personnage des deux tableaux du musée Antoine Vivenel à Compiègne (dits autrefois Portrait de Mlle Chatard) se retrouvent dans des scènes de genre comme Le Retour à la campagne. Le paysage de La Petite fille au panier de fleurs (musée Antoine Vivenel) ressemble à la peinture anglaise et montre que Marguerite Gérard sait s'adapter au goût anglais en vogue dans les années 1790.

## Controverse
Marguerite Gérard ne s'est jamais mariée. Plusieurs lettres très affectueuses de Mlle Gérard à Fragonard ont été conservées, mais elles datent de 1803, moment où Marguerite Gérard était au sommet de sa gloire et son mentor à la retraite, alors âgé de 71 ans.  Mais les biographes de Fragonard ont donc suggéré dans des interprétations romanesques des relations « illicites » entre elle et son beau-frère. 
Des critiques ont également analysé son goût pour les scènes intimes comme un reflet de ses aspirations maternelles contrariées. 

## Œuvres de Marguerite Gérard
Plusieurs de ses peintures sont entrées en 2011 dans les collections du musée Jean-Honoré Fragonard à Grasse.
Se trouvent à Rome, au Musée Mario-Praz :
- Le Dessin, 1810-1811. Huile sur toile, 45 x 36,1 cm.
- Portrait de la famille Roze, 1816-17. Huile sur toile, 81 x 65,2 cm[7]

Au Musée des Beaux-Arts de Dijon : Jeune femme et enfant

Portraits
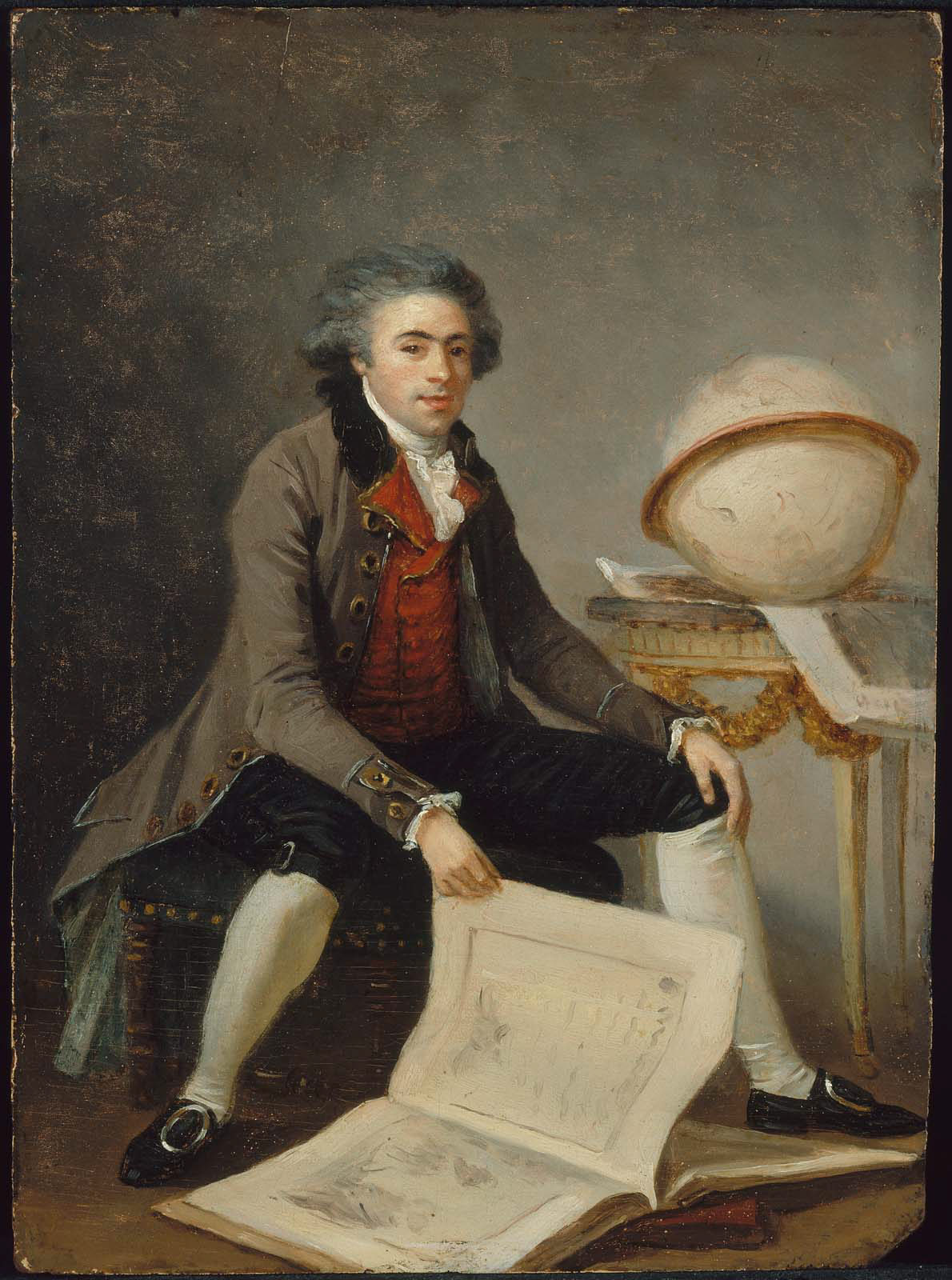
Portrait d'un homme avec un grand livre (vers 1785), Boston, musée des Beaux-Arts.
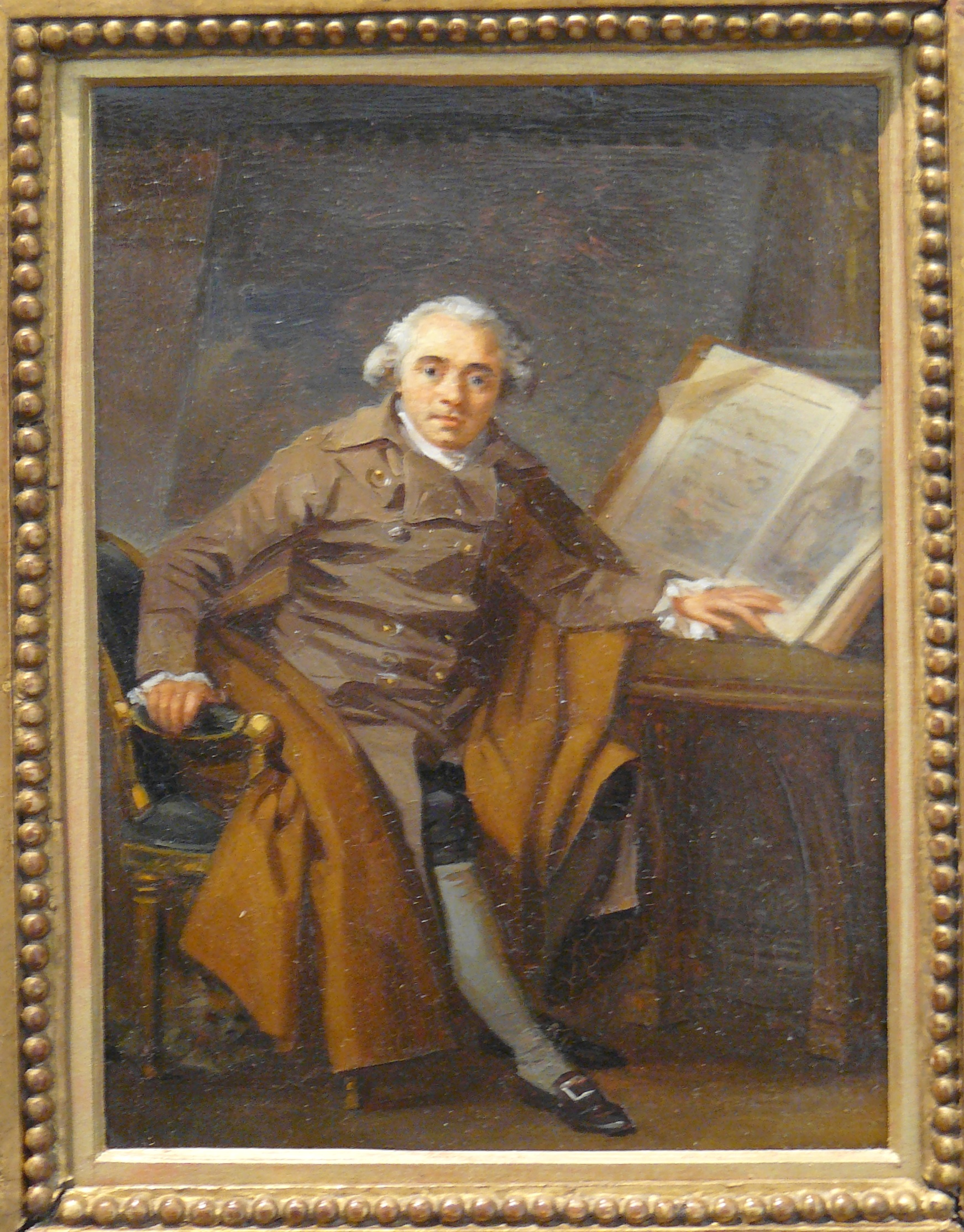
Portrait présumé de Jean-Jacques Lagrenée dit Portrait d'un homme dans un manteau croisé (vers 1787), Paris, musée Cognacq-Jay[8].
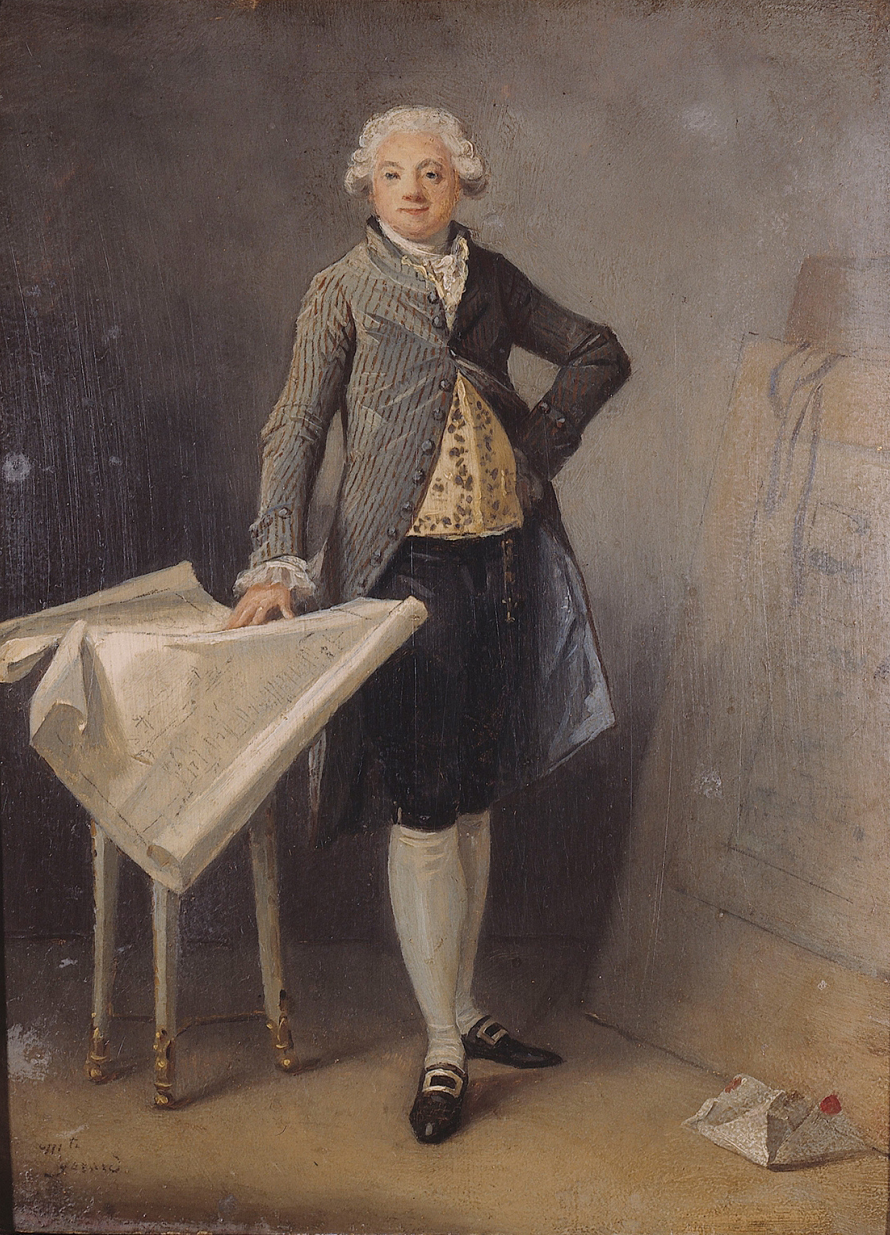
Portrait de l'architecte Claude-Nicolas Ledoux (vers 1787), Paris, musée Cognacq-Jay[9].
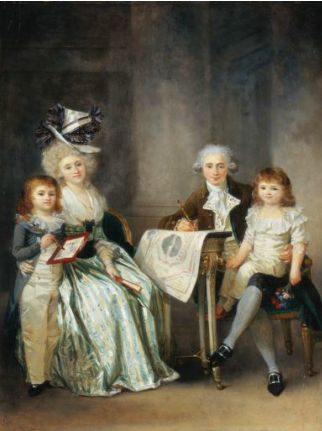
Portrait d'un architecte et de sa famille, musée d'Art de Baltimore.
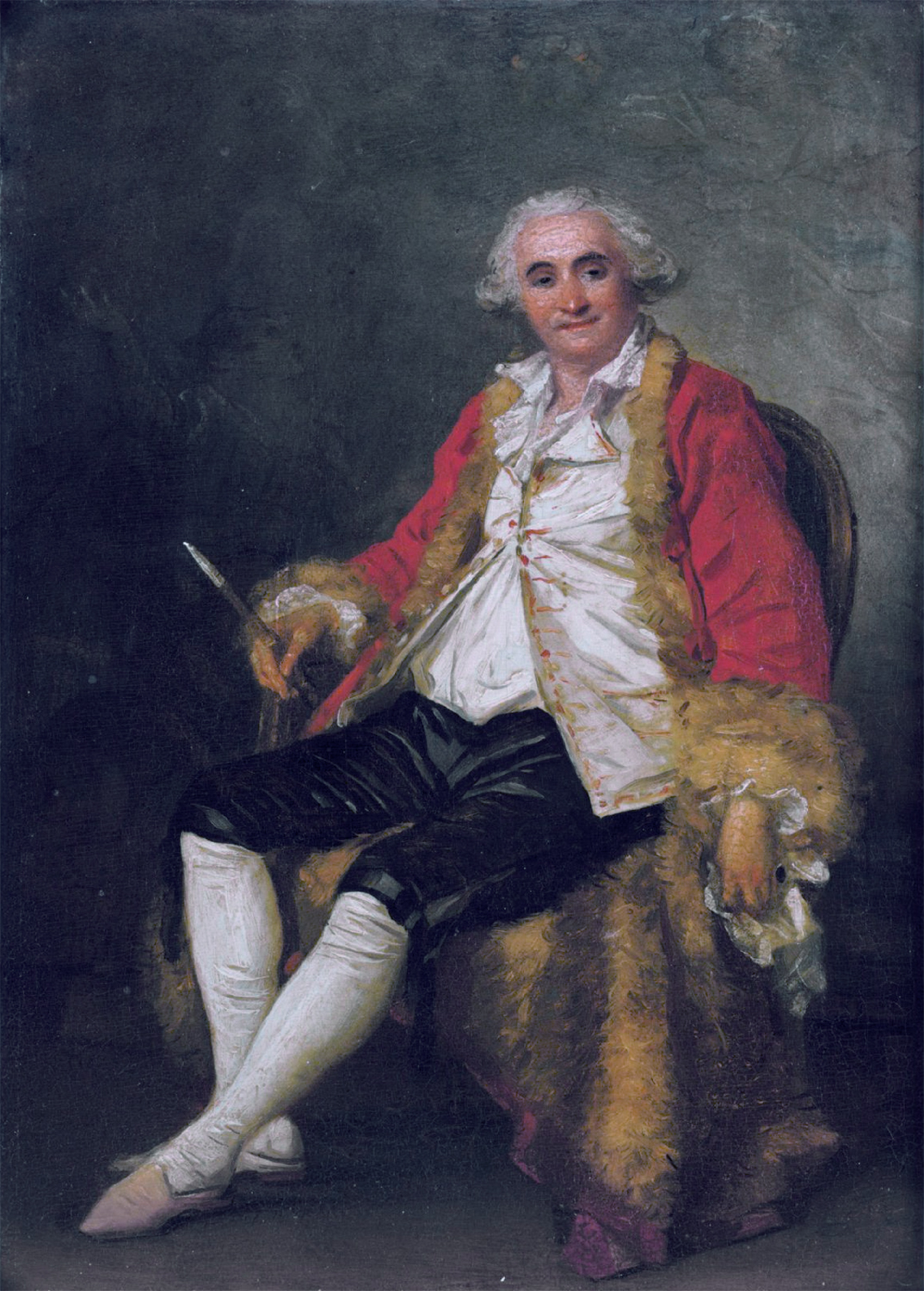
Portrait de Jean-Honoré Fragonard, collection particulière.

Scènes de genre
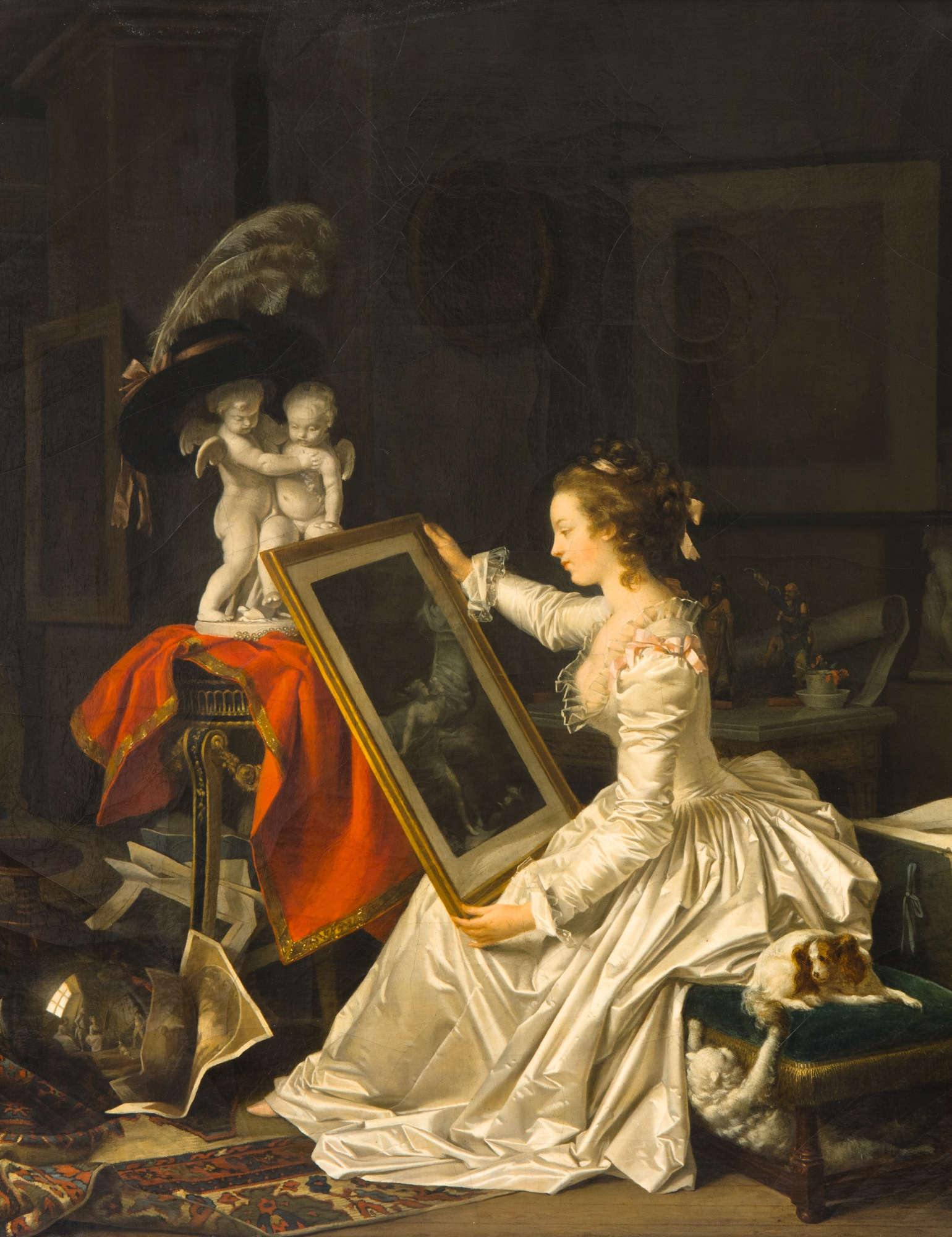
L'Élève intéressante (vers 1786), huile sur toile, 65 × 54,5 cm, Paris, musée du Louvre.
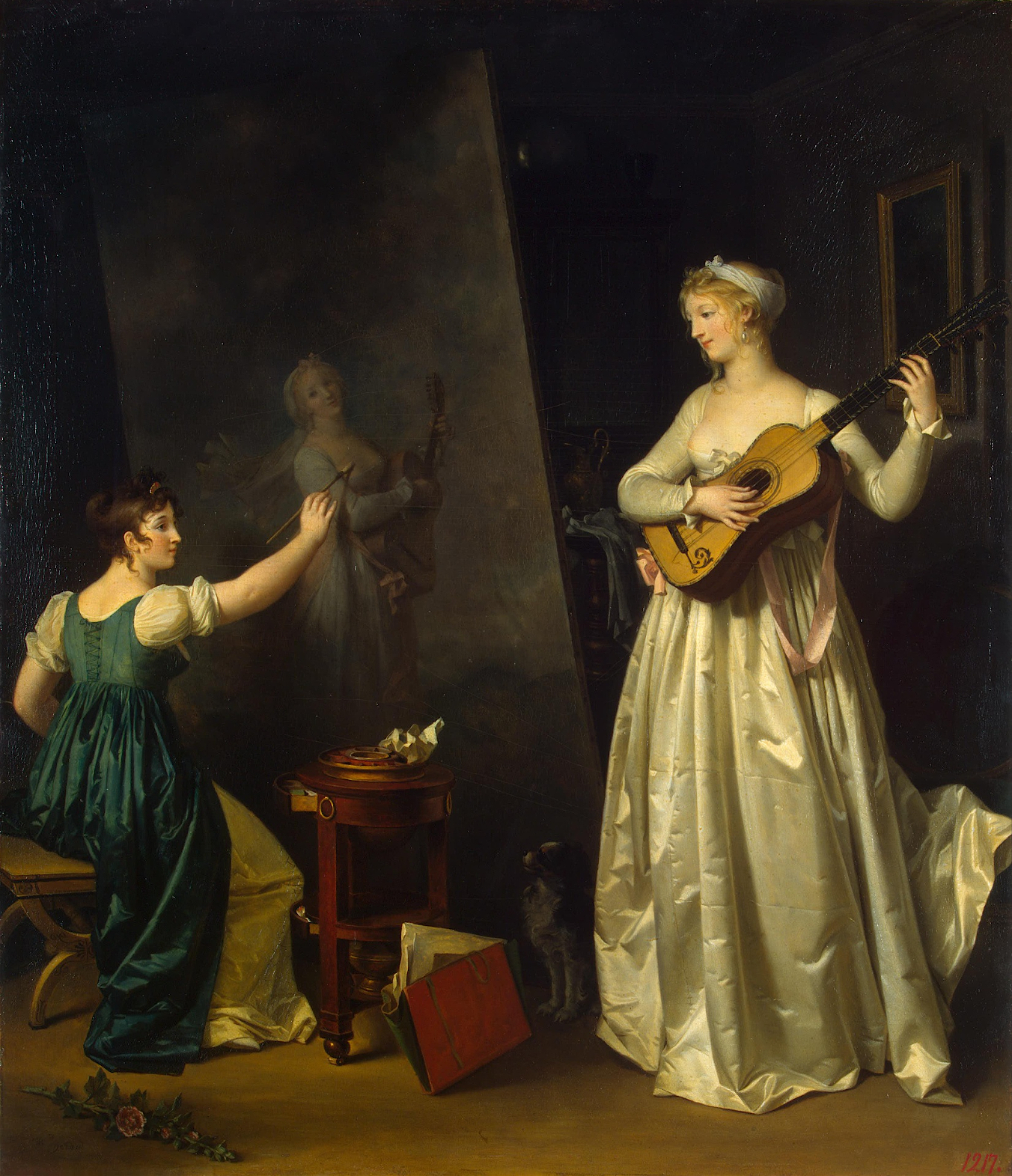
Artiste peignant le portrait d'une musicienne (vers 1800), huile sur bois, 61 × 51,5 cm, Saint-Pétersbourg, musée d'État de l'Ermitage.
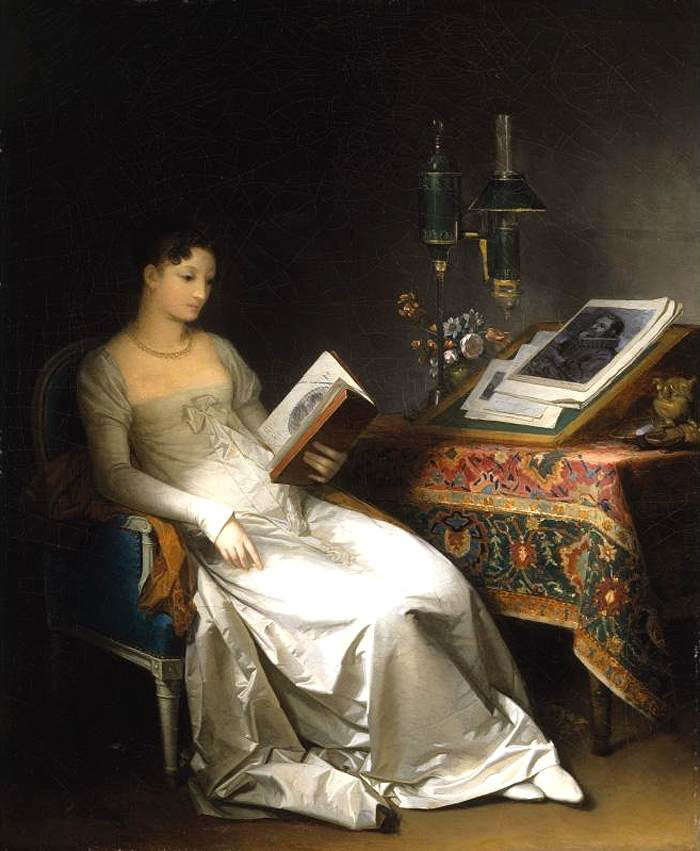
La Lecture (entre 1795 et 1800), collection particulière.
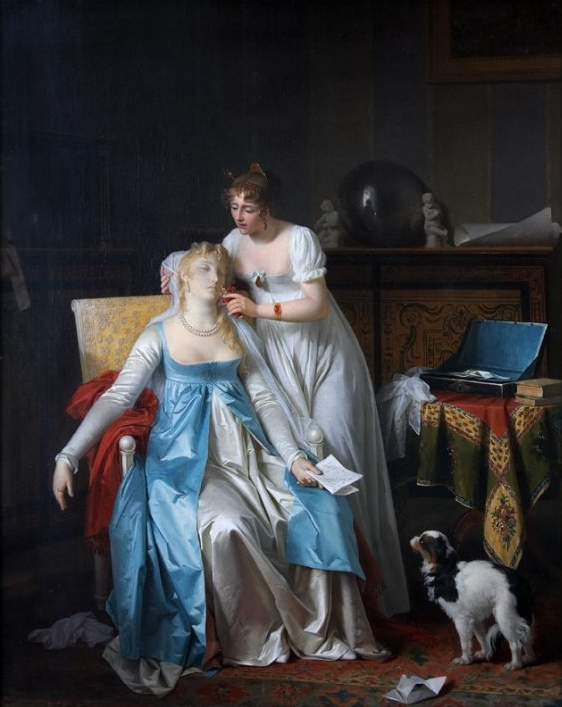
La Mauvaise nouvelle (1804), Paris, musée du Louvre.
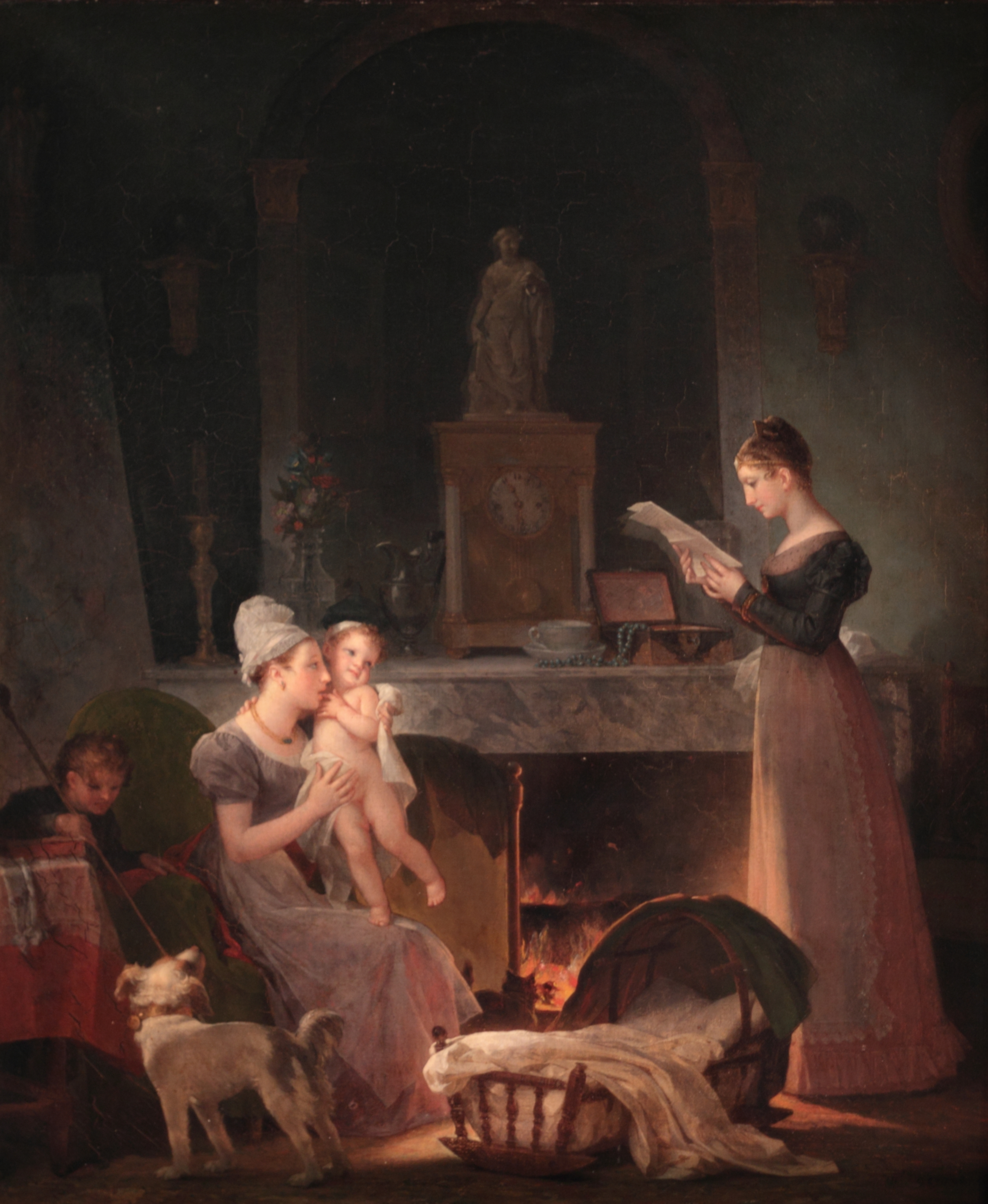
La Lecture d'une lettre, Cherbourg-Octeville, musée Thomas-Henry.
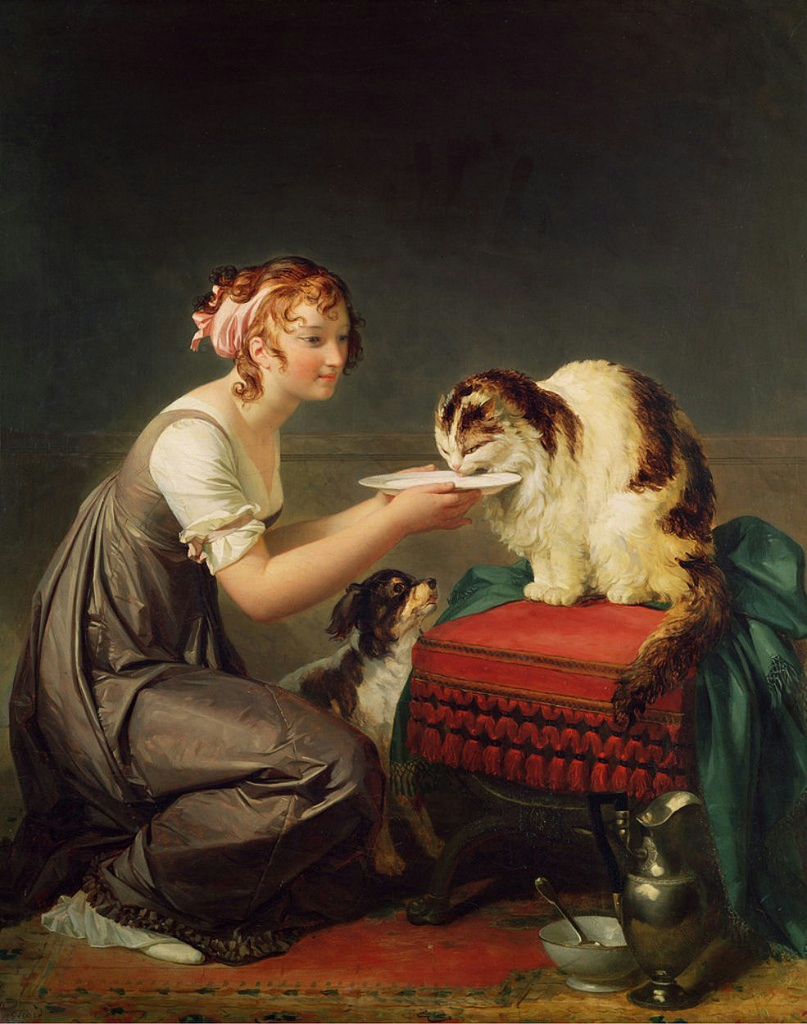
Le Déjeuner du chat, Grasse, musée Jean-Honoré Fragonard.

## Expositions
- Paris, musée Cognacq-Jay, Marguerite Gérard, Artiste en 1789, dans l'atelier de Fragonard, du 10 septembre 2009 au 6 décembre 2010.